# Graptomyza obtusa
Graptomyza obtusa är en tvåvingeart som beskrevs av Kertesz 1914. Graptomyza obtusa ingår i släktet Graptomyza och familjen blomflugor.
Artens utbredningsområde är Taiwan. Inga underarter finns listade i Catalogue of Life.